# Gare d’Avignon-Centre
Gare d’Avignon-Centre – stacja kolejowa w Awinionie, w regionie Prowansja-Alpy-Lazurowe Wybrzeże (departament Vaucluse), we Francji.
Zbudowana w 1860 roku na linii Paryż-Marsylia przez PLM według planów architekta Louisa Jules Bouchota.
Wszystkie pociągi TER, TGV z północy lub południa nie zatrzymują się. TGV przez Avignon-Centre obsługuje tylko cztery razy dziennie, do Paris Gare de Lyon, dwa dalsze do Miramas. Eurostar do Londynu świadczy usługi w sesonie letnim.
Znaczna liczba pociągów TGV zatrzymuje się na znajdującej się poza miastem stacji Avignon TGV na linii LGV Méditerranée.